# Диадектоморфы

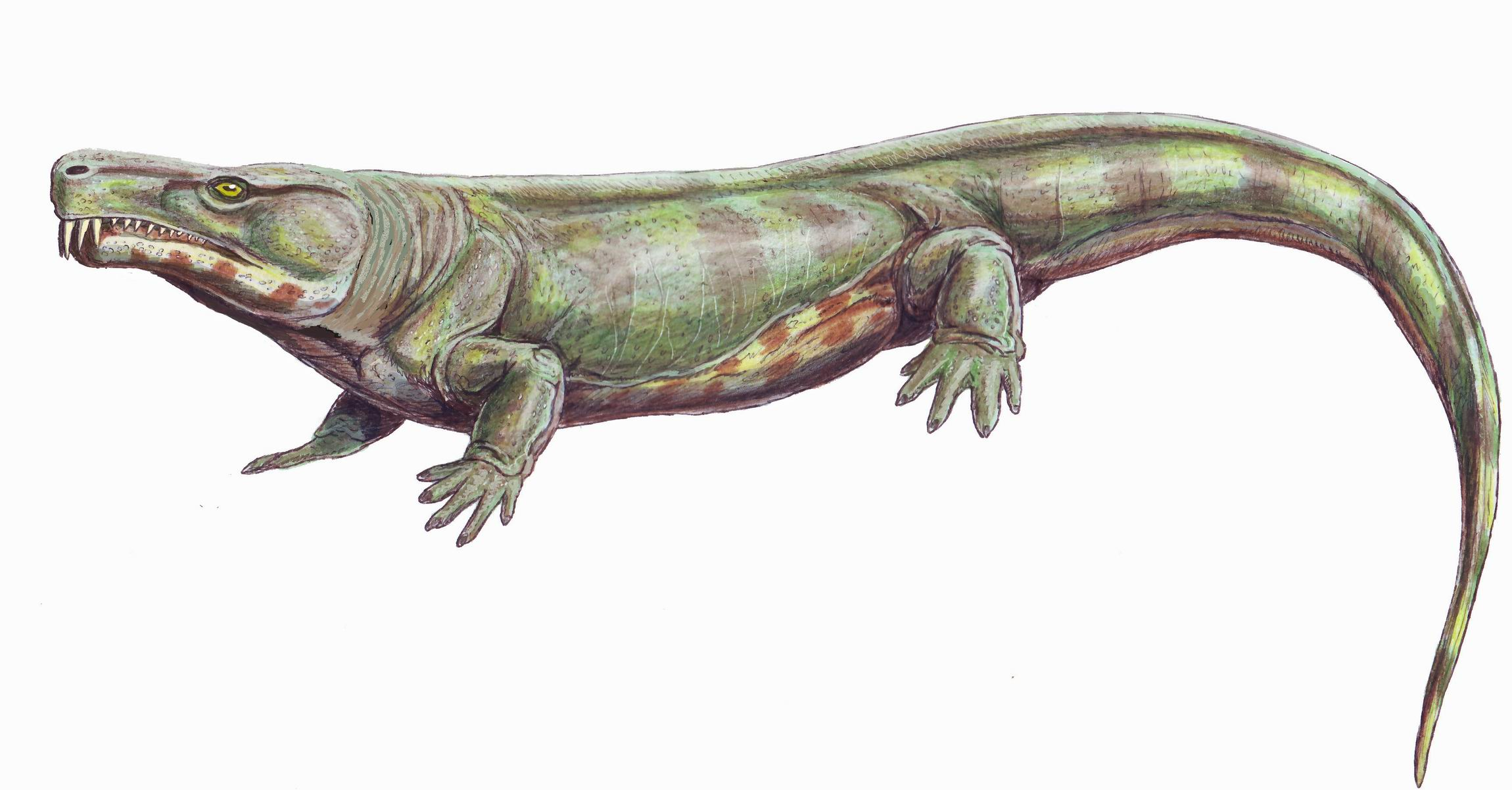
Limnoscelis

Диадектоморфы (лат. Diadectomorpha) — отряд крупных рептилиоморф из карбона и нижней перми Еврамерики и верхней перми (вучапинский ярус) Азии, очень близкий к родоначальникам амниот. Включают крупные (более 2 метров длиной) плотоядные и еще более крупные (свыше 3 метров) травоядные формы, некоторые — полуводные, другие — полностью наземные. Диадектоморфы, видимо, возникли в верхнем миссисипии, но широкое распространение получили после коллапса каменноугольных лесов и процветали во времена верхнего пенсильвания и нижней перми. Несмотря на широкое распространение и видовое разнообразие диадектоморфы не были доминантами. Часто их описывают по фрагментарным останкам. В Еврамерике полностью вымирают на границе нижней и средней перми, из средней перми Татарстана известен один образец, который, возможно, относится к диадектам. Позднейший из найденных образцов Alveusdectes fenestratus происходит из верхней перми Цзиюань (Китай).

## Строение и образ жизни
Диадектоморфы обладают характеристиками как земноводных, так и пресмыкающихся. Включены в кладу котилозавров как наиболее примитивная предковая линия рептилий, близко связанных с первыми истинными амниотами. К сожалению, прямых доказательств, позволяющих отнести диадектоморф к земноводным или к пресмыкающимся, не имеется. Аргументы в пользу той или иной гипотезы приводятся пока лишь по косвенным признакам — среде обитания и строению скелета.
Основная часть находок диадектоморфов сделана в районах с засушливым климатом (красноцветы Техаса). Следовательно, они были способны жить в удалении от воды, питаться сравнительно грубой пищей и размножаться в неблагоприятных для земноводных условиях.
Строение черепа весьма примитивное по сравнению с черепами рептилий. Большое количество костей в крыше черепа, характерных для амфибий, большая ярко выраженная ушная врезка, характерная для амфибий, крупное теменное отверстие и очень тяжёлая нижняя челюсть, необычная для рептилий. Однозначно отнести диадектоморф к амфибиям, по этим признакам, однако, нельзя, поскольку черепа базальных амниот, с которыми нужно сравнить диадектов, не обнаружены. Ушная врезка у самых крупных видов не столь уж и велика в сравнении с размером черепа. Массивная нижняя челюсть может рассматриваться как приспособление для размещения челюстных мышц. С другой стороны, череп диадекта отдаленно схож с черепами парейазавров.
Позвоночник диадектов сходен с позвоночником рептилий. Позвонки мощные, цельные с единым центром. Осевой скелет позволяет поддерживать тело на весу. Количество предкрестцовых позвонков невелико (около 20). Хвостовые позвонки небольшие, хвост короткий (как у рептилий), шейный отдел содержит не более 4 позвонков (как у амфибий).
Рёбра мощные, длинные и широкие, идут вплоть до крестца. У травоядных форм придают телу бочкообразную форму. Самые толстые рёбра в передней части грудной клетки, что, видимо, обусловлено работой мышц плечевого пояса.
Конечности мощные и длинные, предназначены для активного передвижения по суше. Строение задних конечностей и таза очень близко к наблюдаемому у ранних рептилий. Кости передних конечностей типичны для наземных животных — длинные, с заметным сужением в центральной части, крупными суставами, и выступами для крепления мышц. Плечевой пояс ближе к амфибийному — со слаборазвитой грудиной и креплением конечностей по сторонам грудной клетки. При таком строении передних конечностей тело часто опирается на землю грудной клеткой, препятствуя эффективному дыханию. По сохранившимся следам диадектоморфов известно, что они передвигались, подняв тело над землёй. Кисти и стопы диадектоморф небольшие с короткими толстыми пальцами, которыми очень сложно оперировать в воде. Когтей пальцы не имели, что является признаком амфибий. Однако, рептилии с кератиновыми когтями обнаружены лишь в последние 10—15 млн лет каменноугольного периода. Следовательно, базальные рептилии могли не иметь когтей.

## Таксономия
Диадектоморф сейчас, когда используют формальные таксономические ранги, обычно возводят в ранг отряда. Его разделяют на три семейства, демонстрирующие специализацию к различным экологическим нишам. Точные филогенетические отношения между этими тремя семействами дискуссионны.

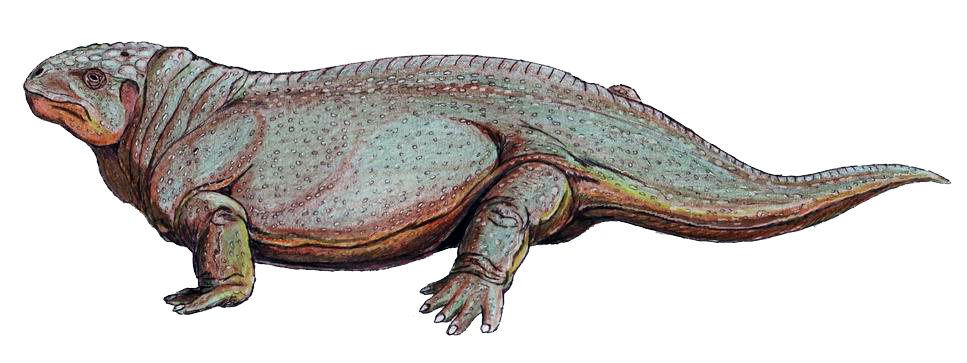
Diadectes

Семейство Диадектиды (Diadectidae) является наиболее изученной группой, включающей средних и крупных травоядных животных. Ранние представители были низко посажены, но у позднейших диадект (от которых и получила наименование вся группа), развились мощные, широко расставленные ноги, напоминающие анатомию ранних растительноядных рептилий. Передние зубы напоминали долотовидные резцы (для срывания растений), щёчные зубы уплощены и вытянуты поперёк челюсти. Типичный лабиринтодонтный покров из эмали отсутствует. Не выражены нёбные зубы, характерные для прочих палеозойских амфибий. Диадектиды были распространены большей частью в северных областях Пангеи.
Семейство Лимносцелиды (Limnoscelidae), наиболее примитивное, включало крупных хищников или рыбоядных. Крупнейший род, лимносцелис, мог достигать 1,5 метров. Представители семейства имели острые и немного изогнутые зубы с лабиринтодонтной эмалью. Распространение, видимо, ограничивалось Северной Америкой.
Семейство Цеайяиды (Tseajaiidae), известное по единственному экземпляру из Северной Америки, — среднего размера рептилиоморфные амфибии — генералисты. Имели тупые зубы и, как представляется, были преимущественно травоядными или всеядными. Известный экземпляр был в длину порядка 1 метра.

## Размножение и принадлежность к амниотам
Размножение диадектоморф является важным вопросом. От его разрешения напрямую зависит, к какому классу нужно отнести данную группу — к амфибиям или рептилиям. Если бы, как считалось раньше, эта группа принадлежала к амниотам, то они должны были откладывать амниотические яйца, пусть и примитивные. Окаменелостей яиц диадектоморфов до сих пор не обнаружено. Текущие представления допускают развитие амниотического яйца у очень маленьких животных, таких как Westlothiana или Casineria, но для крупных диадектоморф предполагают способ размножения, характерный для земноводных.
Из этого следует, что диадектоморфы откладывали анамнийные яйца (икру) в воду. Однако, однозначно принадлежащие диадектоморфам личиночные формы также не известны науке. Возможно из-за фактического отсутствия личиночной стадии, что говорит о принадлежности к амниотам. Однако, это может объясняться тафономией. Многие диадектоморфы обитали там, где у личиночных форм очень мала вероятность быть фоссилизируемыми. Альфред Ромер указывал, что само разделение на анамний и амниот, возможно, в ту эпоху было очень нечётким, оставляя вопрос о способе размножения собственно диадектоморф без ответа. Возможные способы размножения включают полностью амфибийный нерест с водной личиночной формой, внутреннее оплодотворение с яйцеживорождением или без него, водные яйца с прямым развитием или какие-то комбинации их. Возможно, способ размножения варьировал в пределах группы.
Таким образом, диадектоморфы выглядят переходным звеном между амфибиями и настоящими амниотами. Являются они амфибиями или боковой ветвью эволюции амниот, уверенно сказать нельзя. Некоторые исследователи сближают их с ранними синапсидами. Пока не будут найдены личинки или яйца диадектоморф, данная группа животных может быть с равным успехом отнесена как к амниотам, так и анамниям.